# Connor Bentley
Connor Bentley (19 de enero de 2001) es un deportista británico que compite en triatlón. En los Juegos Europeos de Cracovia 2023 consiguió una medalla de plata en la prueba de relevo mixto.

## Palmarés internacional
| Juegos Europeos | Juegos Europeos    | Juegos Europeos  | Juegos Europeos |
| Año             | Lugar              | Medalla          | Prueba          |
| --------------- | ------------------ | ---------------- | --------------- |
| 2023            | Cracovia (Polonia) | Medalla de plata | Relevo mixto    |